# Liste der Mitglieder der Nationalversammlung der 14. Wahlperiode (Frankreich)
Diese Liste der Mitglieder der Nationalversammlung der 14. Wahlperiode gibt in alphabetischer Reihenfolge die mit der Wahl 2012 gewählten Abgeordneten der 14. Legislaturperiode der französischen Nationalversammlung (2012–2017) an. Die Nationalversammlung hat insgesamt 577 Mitglieder.

## Legende
|       | Fraktion                                        | Zusammensetzung                  |
| ----- | ----------------------------------------------- | -------------------------------- |
| GDR   | Gauche démocrate et républicaine                | Front de gauche u. a.            |
| SRC   | Socialiste, radical, citoyen et divers gauche   | Parti socialiste (PS), MRC u. a. |
| RRDP  | Radical, républicain, démocrate et progressiste | PRG, Divers gauche               |
| ÉCOLO | Écologiste                                      | Europe Écologie-Les Verts        |
| UDI   | Union des démocrates et indépendants            | Parti radical, NC, CNI u. a.     |
| UMP   | Union pour un mouvement populaire               | UMP und Anhänger                 |
| R-UMP | Rassemblement UMP                               | UMP und Anhänger                 |
|       | fraktionslos                                    | FN u. a.                         |

## A
| Name                   | Fraktion   | Wahlkreis               |
| ---------------------- | ---------- | ----------------------- |
| Damien Abad            | UMP        | Ain V                   |
| Laurence Abeille       | ÉCOLO      | Val-de-Marne VI         |
| Ibrahim Aboubacar      | SRC        | Mayotte II              |
| Élie Aboud             | UMP        | Hérault VI              |
| Bernard Accoyer        | UMP        | Haute-Savoie I          |
| Patricia Adam          | SRC        | Finistère II            |
| Sylviane Alaux         | SRC        | Pyrénées-Atlantiques VI |
| Éric Alauzet           | ÉCOLO      | Doubs II                |
| Yves Albarello         | UMP        | Seine-et-Marne VII      |
| Brigitte Alain         | ÉCOLO      | Dordogne II             |
| Jean-Pierre Allossery  | SRC        | Nord XV                 |
| Nicole Ameline         | UMP        | Calvados IV             |
| Pouria Amirshahi       | SRC        | Auslandsfranzosen IX    |
| François André         | SRC        | Ille-et-Vilaine III     |
| Sylvie Andrieux        | SRC (Anh.) | Bouches-du-Rhône III    |
| Benoist Apparu         | UMP        | Marne IV                |
| Nathalie Appéré        | SRC        | Ille-et-Vilaine II      |
| François Asensi        | GDR        | Seine-Saint-Denis XI    |
| Christian Assaf        | SRC        | Hérault VIII            |
| Avi Assouly            | SRC        | Bouches-du-Rhône V      |
| Isabelle Attard        | ÉCOLO      | Calvados V              |
| Julien Aubert          | UMP        | Vaucluse V              |
| Olivier Audibert-Troin | UMP        | Var VIII                |
| Danielle Auroi         | ÉCOLO      | Puy-de-Dôme III         |
| Pierre Aylagas         | SRC        | Pyrénées-Orientales IV  |
| Bruno Nestor Azérot    | GDR        | Martinique II           |

## B
| Name                    | Fraktion   | Wahlkreis             |
| ----------------------- | ---------- | --------------------- |
| Alexis Bachelay         | SRC        | Hauts-de-Seine I      |
| Guillaume Bachelay      | SRC        | Seine-Maritime IV     |
| Jean-Paul Bacquet       | SRC        | Puy-de-Dôme IV        |
| Dominique Baert         | SRC (Anh.) | Nord VIII             |
| Patrick Balkany         | UMP        | Hauts-de-Seine V      |
| Gérard Bapt             | SRC        | Haute-Garonne II      |
| Frédéric Barbier        | SRC        | Doubs IV              |
| Jean-Pierre Barbier     | UMP        | Isère VII             |
| Serge Bardy             | SRC (Anh.) | Maine-et-Loire VI     |
| Ericka Bareigts         | SRC        | Réunion I             |
| François Baroin         | R-UMP/UMP  | Aube III              |
| Claude Bartolone        | SRC        | Seine-Saint-Denis IX  |
| Christian Bataille      | SRC        | Nord XII              |
| Marie-Noëlle Battistel  | SRC        | Isère IV              |
| Laurent Baumel          | SRC        | Indre-et-Loire IV     |
| Philippe Baumel         | SRC        | Saône-et-Loire III    |
| Denis Baupin            | ÉCOLO      | Paris X               |
| Nicolas Bays            | SRC        | Pas-de-Calais XII     |
| Catherine Beaubatie     | SRC        | Haute-Vienne III      |
| Marie-Françoise Bechtel | SRC (Anh.) | Aisne IV              |
| Jean-Marie Beffara      | SRC        | Indre-et-Loire III    |
| Huguette Bello          | GDR        | Réunion II            |
| Luc Belot               | SRC        | Maine-et-Loire I      |
| Jacques-Alain Bénisti   | R-UMP/UMP  | Val-de-Marne IV       |
| Thierry Benoit          | UDI        | Ille-et-Vilaine VI    |
| Karine Berger           | SRC        | Hautes-Alpes I        |
| Chantal Berthelot       | SRC (Anh.) | Französisch-Guyana II |
| Xavier Bertrand         | UMP        | Aisne II              |
| Véronique Besse         |            | Vendée IV             |
| Gisèle Biérmouret       | SRC        | Gers II               |
| Philippe Bies           | SRC        | Bas-Rhin II           |
| Erwann Binet            | SRC        | Isère VIII            |
| Étienne Blanc           | UMP        | Ain III               |
| Jean-Piere Blazy        | SRC        | Val-d’Oise IX         |
| Yves Blein              | SRC        | Rhône XIV             |
| Jean-Luc Bleunven       | SRC (Anh.) | Finistère III         |
| Patrick Bloche          | SRC        | Paris VII             |
| Alain Bocquet           | GDR        | Nord XX               |
| Daniel Boisserie        | SRC        | Haute-Vienne II       |
| Pascale Boistard        | SRC        | Somme I               |
| Jacques Bompard         |            | Vaucluse IV           |
| Michèle Bonneton        | ÉCOLO      | Isère IX              |
| Marcel Bonnot           | R-UMP/UMP  | Doubs III             |
| Christophe Borgel       | SRC        | Haute-Garonne IX      |
| Pierre-Yves Le Borgn’   | SRC        | Auslandsfranzosen VII |
| Jean-Louis Borloo       | UDI        | Nord XXI              |
| Jean-Claude Bouchet     | UMP        | Vaucluse II           |
| Florent Boudié          | SRC        | Gironde X             |
| Marie-Odile Bouillé     | SRC        | Loire-Atlantique VIII |
| Christophe Bouillon     | SRC        | Seine-Maritime V      |
| Gilles Bourdouleix      | UDI        | Maine-et-Loire V      |
| Brigitte Bourguignon    | SRC        | Pas-de-Calais VI      |
| Malek Boutih            | SRC        | Essonne X             |
| Kheira Bouziane         | SRC        | Côte-d’Or III         |
| Valérie Boyer           | R-UMP/UMP  | Bouches-du-Rhône I    |
| Thierry Braillard       | RRDP       | Rhône I               |
| Émeric Bréhier          | SRC        | Seine-et-Marne X      |
| Xavier Breton           | UMP        | Ain I                 |
| Philippe Briand         | UMP        | Indre-et-Loire V      |
| Jean-Louis Bricout      | SRC        | Aisne III             |
| Jean-Jacques Bridey     | SRC        | Val-de-Marne VII      |
| Bernard Brochand        | R-UMP      | Alpes-Maritimes VIII  |
| François Brottes        | SRC        | Isère V               |
| Isabelle Bruneau        | SRC        | Indre II              |
| Marie-George Buffet     | GDR        | Seine-Saint-Denis IV  |
| Gwenegan Bui            | SRC        | Finistère IV          |
| Sabine Buis             | SRC        | Ardèche III           |
| Jean-Claude Buisine     | SRC        | Somme III             |
| Sylviane Bulteau        | SRC        | Vendée II             |
| Vincent Burroni         | SRC        | Bouches-du-Rhône XII  |
| Dominique Bussereau     | R-UMP/UMP  | Charente-Maritime IV  |

## C
| Name                       | Fraktion   | Wahlkreis                  |
| -------------------------- | ---------- | -------------------------- |
| Alain Calmette             | SRC        | Cantal I                   |
| Jean-Christophe Cambadélis | SRC        | Paris XVI                  |
| Jean-Jacques Candelier     | GDR        | Nord XVI                   |
| Colette Capdevielle        | SRC        | Pyrénées-Atlantiques V     |
| Yann Capet                 | SRC        | Pas-de-Calais VII          |
| Christophe Caresche        | SRC        | Paris XVIII                |
| Jean-Noël Carpentier       | RRDP       | Val-d’Oise III             |
| Olivier Carré              | UMP        | Loiret I                   |
| Fanélie Carrey-Conte       | SRC        | Paris XV                   |
| Gilles Carrez              | UMP        | Val-de-Marne V             |
| Marine Carrillon-Couvreur  | SRC        | Nièvre I                   |
| Patrice Carvalho           | GDR        | Oise VI                    |
| Christophe Castaner        | SRC        | Alpes-de-Haute-Provence II |
| Laurent Cathala            | SRC        | Val-de-Marne II            |
| Jean-Yves Caullet          | SRC        | Yonne II                   |
| Christophe Cavard          | ÉCOLO      | Gard VI                    |
| Yves Censi                 | UMP        | Aveyron I                  |
| Nathalie Chabanne          | SRC        | Pyrénées-Atlantiques II    |
| Ary Chalus                 | RRDP       | Guadeloupe III             |
| Guy Chambefort             | SRC        | Allier I                   |
| Jean-Paul Chanteguet       | SRC        | Indre I                    |
| Marie-Anne Chapdelaine     | SRC        | Ille-et-Vilaine I          |
| Gérard Charasse            | RRDP       | Allier III                 |
| Gaby Charroux              | GDP        | Bouches-du-Rhône XIII      |
| Jérôme Chartier            | R-UMP/UMP  | Val-d’Oise VII             |
| André Chassaigne           | GDP        | Puy-de-Dôme V              |
| Luc Chatel                 | UMP        | Haute-Marne I              |
| Guy-Michel Chauveau        | SRC (Anh.) | Sarthe III                 |
| Dominique Chauvel          | SRC        | Seine-Maritime X           |
| Pascal Cherki              | SRC        | Paris XI                   |
| Gérard Cherpion            | UMP        | Vosges II I                |
| Guillaume Chevrollier      | R-UMP/UMP  | Mayenne II                 |
| Alain Chrétien             | UMP        | Haute-Saône I              |
| Jean-Louis Christ          | R-UMP/UMP  | Haut-Rhin II               |
| Dino Cinieri               | R-UMP/UMP  | Loire IV                   |
| Jean-David Ciot            | SRC        | Bouches-du-Rhône XIV       |
| Éric Ciotti                | R-UMP/UMP  | Alpes-Maritimes I          |
| Alain Claeys               | SRC        | Vienne I                   |
| Jean-Michel Clément        | SRC        | Vienne III                 |
| Marie-Françoise Clergeau   | SRC        | Loire-Atlantique II        |
| Philippe Cochet            | UMP        | Rhône V                    |
| Gilbert Collard            |            | Gard II                    |
| Jean-François Copé         | UMP        | Seine-et-Marne VI          |
| Philip Cordery             | SRC        | Auslandsfranzosen IV       |
| François Cornut-Gentille   | UMP        | Haute-Marne II             |
| Sergio Coronado            | ÉCOLO      | Auslandsfranzosen II       |
| Valérie Corre              | SRC        | Loiret VI                  |
| Jean-Jacques Cottel        | SRC        | Pas-de-Calais I            |
| Charles de Courson         | UDI        | Marne V                    |
| Édouard Courtial           | UMP        | Oise VII                   |
| Catherine Coutelle         | SRC        | Vienne II                  |
| Jean-Michel Couve          | R-UMP/UMP  | Var IV                     |
| Jacques Cresta             | SRC        | Pyrénées Orientales I      |
| Pascale Crozon             | SRC        | Rhône VI                   |

## D
| Name                        | Fraktion  | Wahlkreis           |
| --------------------------- | --------- | ------------------- |
| Seybah Dagoma               | SRC       | Paris V             |
| Marie-Christine Dalloz      | UMP       | Jura II             |
| Yves Daniel                 | SRC       | Loire-Atlantique VI |
| Gérald Darmanin             | UMP       | Nord X              |
| Carlos da Silva             | SRC       | Essonne I           |
| Olivier Dassault            | UMP       | Oise I              |
| Marc-Philippe Daubresse     | UMP       | Nord IV             |
| Bernard Debré               | R-UMP/UMP | Paris IV            |
| Jean-Pierre Decool          | R-UMP/UMP | Nord XIV            |
| Bernard Deflesselles        | UMP       | Bouches-du-Rhône IX |
| Lucien Degauchy             | UMP       | Oise V              |
| Pascal Deguilhem            | SRC       | Dordogne I          |
| Rémi Delatte                | R-UMP     | Côte-d’Or II        |
| Florence Delaunay           | SRC       | Landes I            |
| Guy Delcourt                | SRC       | Pas-de-Calais III   |
| Carole Delga                | SRC       | Haute-Garonne VIII  |
| Stéphane Demilly            | UDI       | Somme V             |
| Sébastien Denaja            | SRC       | Hérault VII         |
| Françoise Descamps-Crosnier | SRC       | Yvelines VIII       |
| Sophie Dessus               | SRC       | Corrèze I           |
| Jean-Louis Destans          | SRC       | Eure II             |
| Michel Destot               | SRC       | Isère III           |
| Patrick Devedjian           | UMP       | Hauts-de-Seine XIII |
| Nicolas Dhuicq              | UMP       | Aube I              |
| Sophie Dion                 | UMP       | Haute-Savoie VI     |
| Marc Dolez                  | GDR       | Nord XVII           |
| Fanny Dombre-Coste          | SRC       | Hérault III         |
| Jean-Pierre Door            | UMP       | Loiret IV           |
| Dominique Dord              | R-UMP/UMP | Savoie I            |
| René Dosière                | SRC       | Aisne I             |
| Philippe Doucet             | SRC       | Gironde I           |
| Sandrine Doucet             | SRC       | Val-d’Oise V        |
| David Douillet              | UMP       | Yvelines XII        |
| Jean-Luc Drapeau            | SRC       | Deux-Sèvres II      |
| Jeanine Dubié               | RRDP      | Hautes-Pyrénées II  |
| Françoise Dubois            | SRC       | Sarthe I            |
| Marianne Dubois             | R-UMP/UMP | Loiret V            |
| Virginie Duby-Muller        | UMP       | Haute-Savoie IV     |
| Jean-Pierre Dufau           | SRC       | Landes II           |
| Anne-Lise Dufour-Tonini     | SRC       | Nord XIX            |
| Françoise Dumas             | SRC       | Gard I              |
| William Dumas               | SRC       | Gard V              |
| Jean-Louis Dumont           | SRC       | Meuse II            |
| Laurence Dumont             | SRC       | Calvados II         |
| Nicolas Dupont-Aignan       |           | Essonne VIII        |
| Jean-Paul Dupré             | SRC       | Aude III            |
| Yves Durand                 | SRC       | Nord XI             |
| Philippe Duron              | SRC       | Calvados I          |
| Olivier Dussopt             | SRC       | Ardèche II          |

## E
| Name              | Fraktion  | Wahlkreis              |
| ----------------- | --------- | ---------------------- |
| Christian Eckert  | SRC       | Meurthe-et-Moselle III |
| Henri Emmanuelli  | SRC       | Landes III             |
| Corinne Erhel     | SRC       | Côtes-d’Armor V        |
| Sophie Errante    | SRC       | Loire-Atlantique X     |
| Christian Estrosi | R-UMP/UMP | Alpes-Maritimes V      |

## F
| Name                      | Fraktion  | Wahlkreis                |
| ------------------------- | --------- | ------------------------ |
| Marie-Hélène Fabre        | SRC       | Aude II                  |
| Olivier Falorni           | RRDP      | Charente-Maritime I      |
| Daniel Fasquelle          | UMP       | Pas-de-Calais IV         |
| Alain Fauré               | SRC       | Ariège II                |
| Martine Faure             | SRC       | Gironde XII              |
| Olivier Faure             | SRC       | Seine-et-Marne XI        |
| Yannick Favennec          | UDI       | Mayenne III              |
| Matthias Fekl             | SRC       | Lot-et-Garonne II        |
| Vincent Feltesse          | SRC       | Gironde II               |
| Georges Fenech            | UMP       | Rhône XI                 |
| Hervé Féron               | SRC       | Meurthe-et-Moselle II    |
| Richard Ferrand           | SRC       | Finistère VI             |
| François Fillon           | R-UMP/UMP | Paris II                 |
| Philippe Folliot          | UDI       | Tarn I                   |
| Marie-Louise Fort         | UMP       | Yonne III                |
| Yves Foulon               | UMP       | Gironde VIII             |
| Jean-Pierre Fougerat      | SRC       | Loire-Atlantique III     |
| Hugues Fourage            | SRC       | Vendée V                 |
| Michèle Fournier-Armand   | SRC       | Vaucluse I               |
| Michel Françaix           | SRC       | Oise III                 |
| Marc Francina             | UMP       | Haute-Savoie V           |
| Christian Franqueville    | SRC       | Vosges IV                |
| Jacqueline Fraysse        | GDR       | Hauts-de-Seine IV        |
| Édouard Fritch            | UDI       | Französisch-Polynesien I |
| Jean-Christophe Fromantin | UDI       | Hauts-de-Seine VI        |
| Yves Fromion              | UMP       | Cher I                   |
| Jean-Claude Fruteau       | SRC       | Réunion V                |
| Marc Le Fur               | UMP       | Côtes-d’Armor III        |
| Laurent Furst             | UMP       | Bas-Rhin VI              |

## G
| Name                    | Fraktion   | Wahlkreis                   |
| ----------------------- | ---------- | --------------------------- |
| Jean-Louis Gagnaire     | SRC        | Loire II                    |
| Geneviève Gaillard      | SRC        | Deux-Sèvres I               |
| Yann Galut              | SRC        | Cher III                    |
| Claude de Ganay         | UMP (Anh.) | Loiret III                  |
| Sauveur Gandolfi-Scheit | UMP        | Haute-Corse I               |
| Hervé Gaymard           | R-UMP/UMP  | Savoie II                   |
| Annie Genevard          | R-UMP/UMP  | Doubs V                     |
| Guy Geoffroy            | R-UMP/UMP  | Rhône IX                    |
| Hélène Geoffroy         | SRC        | Rhône VII                   |
| Bernard Gérard          | UMP        | Nord IX                     |
| Jean-Marc Germain       | SRC        | Hauts-de-Seine XII          |
| Alain Gest              | UMP        | Somme IV                    |
| Paul Giacobbi           | RRDP       | Haute-Corse II              |
| Daniel Gibbs            | UMP (Anh.) | St. Martin & St. Barthélemy |
| Franck Gilard           | UMP        | Eure V                      |
| Jean-Patrick Gille      | SRC        | Indre-et-Loire I            |
| Georges Ginesta         | R-UMP/UMP  | Var V                       |
| Charles-Ange Ginesy     | R-UMP/UMP  | Alpes-Maritimes II          |
| Jean-Pierre Giran       | R-UMP/UMP  | Var III                     |
| Annick Girardin         | RRDP       | Saint-Pierre-et-Miquelon I  |
| Joël Giraud             | RRDP       | Hautes-Alpes II             |
| Jean Glavany            | SRC        | Hautes-Pyrénées I           |
| Yves Goasdoué           | SRC (Anh.) | Orne III                    |
| Claude Goasguen         | UMP        | Paris XIV                   |
| Daniel Goldberg         | SRC        | Seine-Saint-Denis X         |
| Philippe Gomès          | UDI        | Neukaledonien II            |
| Jean-Pierre Gorges      | UMP        | Eure-et-Loir I              |
| Geneviève Gosselin      | SRC        | Manche IV                   |
| Philippe Gosselin       | UMP        | Manche I                    |
| Pascale Got             | SRC        | Gironde V                   |
| Marc Goua               | SRC        | Maine-et-Loire II           |
| Jean-Claude Gouget      | SRC        | Lot-et-Garonne III          |
| Philippe Goujon         | R-UMP/UMP  | Paris XII                   |
| Linda Gourjade          | SRC        | Tarn III                    |
| Laurent Grandguillaume  | SRC        | Côte-d’Or                   |
| Claude Greff            | R-UMP/UMP  | Indre-et-Loire II           |
| Estelle Grelier         | SRC        | Seine-Maritime IX           |
| Jean Grellier           | SRC        | Deux-Sèvres III             |
| Anne Grommerch          | R-UMP/UMP  | Moselle IX                  |
| Arlette Grosskost       | R-UMP/UMP  | Haut-Rhin V                 |
| Serge Grouard           | R-UMP/UMP  | Loiret II                   |
| Henri Guaino            | UMP        | Yvelines III                |
| Jérôme Guedj            | SRC        | Essonne VI                  |
| Françoise Guégot        | R-UMP/UMP  | Seine-Maritime II           |
| Edith Gueugneau         | SRC        | Saône-et-Loire II           |
| Jean-Claude Guibal      | R-UMP/UMP  | Alpes-Maritimes IV          |
| Élisabeth Guigou        | SRC        | Seine-Saint-Denis VI        |
| Thérèse Guilbert        | SRC        | Pas-de-Calais V             |
| Jean-Jacques Guillet    | R-UMP/UMP  | Hauts-de-Seine VIII         |
| Christophe Guilloteau   | UMP        | Rhône X                     |
| Chantal Guittet         | SRC        | Finistère V                 |

## H
| Name                   | Fraktion   | Wahlkreis                |
| ---------------------- | ---------- | ------------------------ |
| David Habib            | SRC        | Pyrénées-Atlantiques III |
| Razzy Hammadi          | SRC        | Seine-Saint-Denis VII    |
| Mathieu Hanotin        | SRC        | Seine-Saint-Denis II     |
| Michel Heinrich        | R-UMP/UMP  | Vosges I                 |
| Michel Herbillon       | UMP        | Val-de-Marne VIII        |
| Antoine Herth          | UMP        | Bas-Rhin V               |
| Patrick Hetzel         | R-UMP/UMP  | Bas-Rhin VII             |
| Francis Hillmeyer      | UDI        | Haut-Rhin VI             |
| Danièle Hoffman-Rispal | SRC        | Paris VI                 |
| Philippe Houillon      | R-UMP/UMP  | Val-d’Oise I             |
| Guénhaël Huet          | UMP        | Manche II                |
| Joëlle Huillier        | SRC        | Isère X                  |
| Sandrine Hurel         | SRC        | Seine-Maritime VI        |
| Christian Hutin        | SRC (Anh.) | Nord XIII                |
| Sébastien Huyghe       | UMP        | Nord V                   |

## I
| Name             | Fraktion | Wahlkreis        |
| ---------------- | -------- | ---------------- |
| Monique Iborra   | SRC      | Haute-Garonne VI |
| Françoise Imbert | SRC      | Haute-Garonne V  |
| Michel Issindou  | SRC      | Isère II         |

## J
| Name            | Fraktion | Wahlkreis            |
| --------------- | -------- | -------------------- |
| Christian Jacob | UMP      | Seine-et-Marne IV    |
| Denis Jacquat   | UMP      | Moselle II           |
| Éric Jalton     | SRC      | Guadeloupe I         |
| Serge Janquin   | SRC      | Pas-de-Calais X      |
| Yves Jégo       | UDI      | Seine-et-Marne III   |
| Henri Jibrayel  | SRC      | Bouches-du-Rhône VII |
| Régis Juanico   | SRC      | Loire I              |
| Armand Jung     | SRC      | Bas-Rhin I           |

## K
| Name                       | Fraktion | Wahlkreis            |
| -------------------------- | -------- | -------------------- |
| Laurent Kalinowski         | SRC      | Moselle VI           |
| Marietta Karamanli         | SRC      | Sarthe II            |
| Philippe Kemel             | SRC      | Pas-de-Calais XI     |
| Christian Kert             | UMP      | Bouches-du-Rhône XI  |
| Chaynesse Khirouni         | SRC      | Meurthe-et-Moselle I |
| Nathalie Kosciusko-Morizet | UMP      | Essonne IV           |
| Jacques Kossowski          | UMP      | Hauts-de-Seine III   |
| Jacques Krabal             | RRDP     | Aisne V              |

## L
| Name                     | Fraktion   | Wahlkreis               |
| ------------------------ | ---------- | ----------------------- |
| Patrick Labaune          | UMP        | Drôme I                 |
| Bernadette Laclais       | SRC        | Savoie IV               |
| Valérie Lacroute         | UMP        | Seine-et-Marne II       |
| Conchita Lacuey          | SRC        | Gironde IV              |
| Marc Laffineur           | UMP        | Maine-et-Loire VII      |
| Jean-Christophe Lagarde  | UDI        | Seine-Saint-Denis V     |
| Sonia Lagarde            | UDI        | Neukaledonien I         |
| François-Michel Lambert  | ÉCOLO      | Bouches-du-Rhône X      |
| Jérôme Lambert           | SRC        | Charente III            |
| Jacques Lamblin          | UMP        | Meurthe-et-Moselle IV   |
| Jean-François Lamour     | R-UMP/UMP  | Paris XIII              |
| Colette Langlade         | SRC        | Dordogne III            |
| Guillaume Larrivé        | UMP        | Yonne I                 |
| Laure de La Raudière     | UMP        | Eure-et-Loir III        |
| Jean Lassalle            |            | Pyrénées-Atlantiques IV |
| Jean Launay              | SRC        | Lot II                  |
| Jean-Luc Laurent         | SRC (Anh.) | Val-de-Marne X          |
| Thierry Lazaro           | R-UMP/UMP  | Nord VI                 |
| Pierre Léautey           | SRC        | Seine-Maritime I        |
| Alain Lebœuf             | R-UMP/UMP  | Vendée I                |
| Jean-Yves Le Bouillonnec | SRC        | Val-de-Marne XI         |
| Patrick Lebreton         | SRC        | Réunion IV              |
| Gilbert Le Bris          | SRC        | Finistère VIII          |
| Isabelle Le Callennec    | R-UMP/UMP  | Ille-et-Vilaine V       |
| Anne-Yvonne Le Dain      | SRC        | Hérault II              |
| Jean-Yves Le Déaut       | SRC        | Meurthe-et-Moselle VI   |
| Viviane Le Dissez        | SRC        | Côtes-d’Armor II        |
| Michel Lefait            | SRC        | Pas-de-Calais VIII      |
| Dominique Lefebvre       | SRC        | Val-d’Oise X            |
| Jean-Marie Le Guen       | SRC        | Paris IX                |
| Annie Le Houérou         | SRC        | Côtes-d’Armor IV        |
| Pierre Lellouche         | R-UMP/UMP  | Paris I                 |
| Annick Le Loch           | SRC        | Finistère VII           |
| Bruno Le Maire           | UMP        | Eure I                  |
| Axelle Lemaire           | SRC        | Auslandsfranzosen III   |
| Patrick Lemasle          | SRC        | Haute-Garonne VII       |
| Dominique Le Mèner       | R-UMP/UMP  | Sarthe V                |
| Catherine Lemorton       | SRC        | Haute-Garonne I         |
| Christophe Léonard       | SRC        | Ardennes II             |
| Jean Leonetti            | R-UMP/UMP  | Alpes-Maritimes VII     |
| Annick Lepetit           | SRC        | Paris III               |
| Pierre Lequiller         | UMP        | Yvelines IV             |
| Philippe Le Ray          | UMP (Anh.) | Morbihan II             |
| Bruno Le Roux            | SRC        | Seine-Saint-Denis I     |
| Arnaud Leroy             | SRC        | Auslandsfranzosen V     |
| Maurice Leroy            | UDI        | Loir-et-Cher III        |
| Michel Lesage            | SRC        | Côtes-d’Armor I         |
| Bernard Lesterlin        | SRC        | Allier II               |
| Serge Letchimy           | SRC (Anh.) | Martinique III          |
| Céleste Lett             | R-UMP/UMP  | Moselle V               |
| Geneviève Levy           | R-UMP      | Var I                   |
| Michel Liebgott          | SRC        | Moselle VIII            |
| Martine Lignières-Cassou | SRC        | Pyrénées-Atlantiques I  |
| Audrey Linkenheld        | SRC        | Nord II                 |
| François Loncle          | SRC        | Eure IV                 |
| Gabrielle Louis-Carabin  | SRC        | Guadeloupe II           |
| Lucette Lousteau         | SRC        | Lot-et-Garonne I        |
| Véronique Louwagie       | R-UMP/UMP  | Orne II                 |
| Lionnel Luca             | UMP        | Alpes-Maritimes VI      |
| Gilles Lurton            | R-UMP/UMP  | Ille-et-Vilaine VII     |

## M
| Name                      | Fraktion   | Wahlkreis               |
| ------------------------- | ---------- | ----------------------- |
| Jean-Pierre Maggi         | SRC        | Bouches-du-Rhône VIII   |
| Jean-Philippe Mallé       | SRC        | Yvelines XI             |
| Noël Mamère               | ÉCOLO      | Gironde III             |
| Jean-François Mancel      | UMP        | Oise II                 |
| Thierry Mandon            | SRC        | Essonne IX              |
| Jacqueline Maquet         | SRC        | Pas-de-Calais II        |
| Alain Marc                | R-UMP      | Aveyron III             |
| Laurent Marcangeli        | UMP        | Corse-du-Sud I          |
| Marie-Lou Marcel          | SRC        | Aveyron II              |
| Marion Maréchal-Le Pen    |            | Vaucluse III            |
| Thierry Mariani           | UMP        | Auslandsfranzosen XI    |
| Alfred Marie-Jeanne       | GDR        | Martinique I            |
| Hervé Mariton             | UMP        | Drôme III               |
| Alain Marleix             | R-UMP      | Cantal II               |
| Olivier Marleix           | UMP        | Eure-et-Loir II         |
| Franck Marlin             | UMP (Anh.) | Essonne II              |
| Jean-René Marsac          | SRC        | Ille-et-Vilaine IV      |
| Alain Marsaud             | UMP        | Auslandsfranzosen X     |
| Philippe Martin           | SRC        | Gers I                  |
| Philippe-Armand Martin    | R-UMP/UMP  | Marne III               |
| Martine Martinel          | SRC        | Haute-Garonne IV        |
| Patrice Martin-Lalande    | UMP        | Loir-et-Cher II         |
| Alain Marty               | UMP        | Moselle IV              |
| Frédérique Massat         | SRC        | Ariège I                |
| Véronique Massonneau      | ÉCOLO      | Vienne IV               |
| Jean-Claude Mathis        | R-UMP/UMP  | Aube II                 |
| Sandrine Mazetier         | SRC        | Paris VIII              |
| François de Mazières      | UMP (Anh.) | Yvelines                |
| Michel Ménard             | SRC        | Loire-Atlantique V      |
| Patrick Mennucci          | SRC        | Bouches-du-Rhône IV     |
| Damien Meslot             | UMP        | Territoire de Belfort I |
| Kléber Mesquida           | SRC        | Hérault V               |
| Philippe Meunier          | UMP        | Rhône XIII              |
| Jean-Claude Mignon        | R-UMP/UMP  | Seine-et-Marne I        |
| Jacques Moignard          | RRDP       | Tarn-et-Garonne II      |
| Paul Molac                | ÉCOLO      | Morbihan IV             |
| Pierre Morange            | UMP        | Yvelines VI             |
| Yannick Moreau            |            | Vendée III              |
| Pierre Morel-A-L’Huissier | UMP        | Lozère I                |
| Hervé Morin               | UDI        | Eure III                |
| Jean-Luc Moudenc          | UMP        | Haute-Garonne III       |
| Alain Moyne-Bressand      | UMP        | Isère VI                |
| Pierre-Alain Muet         | SRC        | Rhône II                |
| Jacques Myard             | UMP        | Yvelines V              |

## N
| Name                | Fraktion | Wahlkreis               |
| ------------------- | -------- | ----------------------- |
| Dominique Nachury   | UMP      | Rhône IV                |
| Corinne Narassiguin | SRC      | Auslandsfranzosen I     |
| Philippe Nauche     | SRC      | Corrèze II              |
| Ségolène Neuville   | SRC      | Pyrénées-Orientales III |
| Yves Nicolin        | UMP      | Loire V                 |
| Nathalie Nieson     | SRC      | Drôme IV                |
| Jean-Philippe Nilor | GDR      | Martinique IV           |
| Philippe Noguès     | SRC      | Morbihan                |

## O
| Name             | Fraktion  | Wahlkreis          |
| ---------------- | --------- | ------------------ |
| Maud Olivier     | SRC       | Essonne V          |
| Patrick Ollier   | R-UMP/UMP | Hauts-de-Seine VII |
| Dominique Orliac | RRDP      | Lot I              |
| Monique Orphé    | SRC       | Réunion VI         |

## P
| Name                      | Fraktion   | Wahlkreis              |
| ------------------------- | ---------- | ---------------------- |
| Michel Pajon              | SRC        | Seine-Saint-Denis III  |
| Françoise de Panafieu     | UMP        | Paris XVI              |
| Bertrand Pancher          | UDI        | Meuse I                |
| Luce Pane                 | SRC        | Seine-Maritime III     |
| Christian Paul            | SRC        | Nièvre II              |
| Rémi Pauvros              | SRC        | Nord III               |
| Valérie Pécresse          | R-UMP/UMP  | Yvelines II            |
| Germinal Peiro            | SRC        | Dordogne IV            |
| Jacques Pélissard         | UMP        | Jura I                 |
| Hervé Pellois             | SRC (Anh.) | Morbihan I             |
| Jean-Claude Perez         | SRC        | Aude I                 |
| Bernard Perrut            | UMP        | Rhône IX               |
| Édouard Philippe          | UMP        | Seine-Maritime VII     |
| Sylvie Pichot             | SRC        | Mayenne I              |
| Sébastien Pietrasanta     | SRC        | Hauts-de-Seine II      |
| Martine Pinville          | SRC        | Charente I             |
| Christine Pirès-Beaune    | SRC        | Puy-de-Dôme II         |
| Michel Piron              | R-UMP/UMP  | Maine-et-Loire IV      |
| Henri Plagnol             | UDI        | Val-de-Marne I         |
| Philippe Plisson          | SRC        | Gironde XI             |
| Élisabeth Pochon          | SRC        | Seine-Saint-Denis VIII |
| Jean-Frédéric Poisson     | UMP        | Yvelines X             |
| Bérengère Poletti         | R-UMP/UMP  | Ardennes I             |
| Napole Polutélé           |            | Wallis und Futuna I    |
| Barbara Pompili           | ÉCOLO      | Somme II               |
| Axel Poniatowski          | UMP        | Val-d’Oise II          |
| Josette Pons              | UMP        | Var VI                 |
| Pascal Popelin            | SRC        | Seine-Saint-Denis XII  |
| Dominique Potier          | SRC        | Meurthe-et-Moselle V   |
| Émilienne Poumirol        | SRC        | Haute-Garonne X        |
| Michel Pouzol             | SRC        | Essonne III            |
| Daphna Poznanski-Benhamou | SRC        | Auslandsfranzosen VIII |
| Patrice Prat              | SRC        | Gard III               |
| Christophe Priou          | R-UMP/UMP  | Loire-Atlantique VII   |
| Joaquim Pueyo             | SRC        | Orne I                 |
| François Pupponi          | SRC        | Val-d’Oise             |

## Q
| Name            | Fraktion | Wahlkreis             |
| --------------- | -------- | --------------------- |
| Didier Quentin  | UMP      | Charente-Maritime V   |
| Catherine Quéré | SRC      | Charente-Maritime III |

## R
| Name                   | Fraktion  | Wahlkreis            |
| ---------------------- | --------- | -------------------- |
| Valérie Rabault        | SRC       | Tarn-et-Garonne I    |
| Monique Rabin          | SRC       | Loire-Atlantique IX  |
| Dominique Raimbourg    | SRC       | Loire-Atlantique IV  |
| Marie Récalde          | SRC       | Gironde VI           |
| Frédéric Reiss         | R-UMP/UMP | Bas-Rhin VIII        |
| Jean-Luc Reitzer       | UMP       | Haut-Rhin III        |
| Marie-Line Reynaud     | SRC       | Charente II          |
| Bernard Reynès         | UMP       | Bouches-du-Rhône XV  |
| Franck Reynier         | UDI       | Drôme II             |
| Arnaud Richard         | UDI       | Yvelines VII         |
| Franck Riester         | UMP       | Seine-et-Marne V     |
| Eduardo Rihan Cypel    | SRC       | Seine-et-Marne VIII  |
| Thierry Robert         | RRDP      | Réunion VII          |
| Denys Robiliard        | SRC       | Loir-et-Cher I       |
| Arnaud Robinet         | R-UMP/UMP | Marne I              |
| Camille de Rocca Serra | R-UMP/UMP | Corse-du-Sud II      |
| Jean-Pierre Le Roch    | SRC       | Morbihan III         |
| François Rochebloine   | UDI       | Loire III            |
| Alain Rodet            | SRC       | Haute-Vienne I       |
| Marcel Rogemont        | SRC       | Ille-et-Vilaine VIII |
| Sophie Rohfritsch      | R-UMP/UMP | Bas-Rhin IV          |
| Frédéric Roig          | SRC       | Hérault IV           |
| Barbara Romagnan       | SRC       | Doubs I              |
| Bernard Roman          | SRC       | Nord I               |
| Dolorès Roqué          | SRC       | Hérault VI           |
| Gwendal Rouillard      | SRC       | Morbihan V           |
| Jean-Louis Roumégas    | ÉCOLO     | Hérault I            |
| René Rouquet           | SRC       | Val-de-Marne IX      |
| Alain Rousset          | SRC       | Gironde VII          |
| François de Rugy       | ÉCOLO     | Loire-Atlantique I   |

## S
| Name                        | Fraktion         | Wahlkreis                 |
| --------------------------- | ---------------- | ------------------------- |
| Martial Saddier             | UMP              | Haute-Savoie III          |
| Boinali Saïd                | SRC (Anh.)       | Mayotte I                 |
| Stéphane Saint-André        | RRDP             | Pas-de-Calais IX          |
| Paul Salen                  | R-UMP            | Loire VI                  |
| Rudy Salles                 | UDI              | Alpes-Maritimes III       |
| Nicolas Sansu               | GDR              | Cher II                   |
| Béatrice Santais            | SRC              | Savoie III                |
| André Santini               | UDI              | Hauts-de-Seine X          |
| Éva Sas                     | ÉCOLO            | Essonne VII               |
| Odile Saugues               | SRC              | Puy-de-Dôme I             |
| François Sauvadet           | UDI              | Côte-d’Or IV              |
| Gilbert Sauvan              | SRC              | Alpes-de-Haute-Provence I |
| Gilles Savary               | SRC              | Gironde IX                |
| François Scellier           | UMP (Anh.)       | Val-d’Oise VI             |
| Claudine Schmid             | UMP              | Auslandsfranzosen VI      |
| André Schneider             | UMP              | Bas-Rhin III              |
| Roger-Gérard Schwartzenberg | RRDP             | Val-de-Marne III          |
| Gérard Sebaoun              | SRC              | Val-d’Oise IV             |
| Jean-Marie Sermier          | UMP              | Jura III                  |
| Gabriel Serville            | GDR              | Französisch-Guyana I      |
| Fernand Siré                | UMP              | Pyrénées-Orientales II    |
| Christophe Sirugue          | SRC              | Saône-et-Loire V          |
| Thierry Solère              | UMP (Anh.)       | Hauts-de-Seine IX         |
| Julie Sommaruga             | SRC              | Hauts-de-Seine XI         |
| Michel Sordi                | R-UMP/UMP        | Haut-Rhin IV              |
| Éric Straumann              | UMP              | Haut-Rhin I               |
| Claude Sturni               | R-UMP/UMP (Anh.) | Bas-Rhin IX               |
| Alain Suguenot              | UMP              | Côte-d’Or V               |

## T
| Name                     | Fraktion  | Wahlkreis                  |
| ------------------------ | --------- | -------------------------- |
| Michèle Tabarot          | UMP       | Alpes-Maritimes IX         |
| Jonas Tahuaitu           | UDI       | Französisch-Polynesien II  |
| Suzanne Tallard          | SRC       | Charente-Maritime II       |
| Lionel Tardy             | R-UMP/UMP | Haute-Savoie II            |
| Jean-Charles Taugourdeau | UMP       | Maine-et-Loire III         |
| Guy Teissier             | R-UMP/UMP | Bouches-du-Rhône VI        |
| Pascal Terrasse          | SRC       | Ardèche I                  |
| Gérard Terrier           | SRC       | Moselle I                  |
| Michel Terrot            | R-UMP7UMP | Rhône XII                  |
| Jean-Marie Tétart        | UMP       | Yvelines IX                |
| Thomas Thévenoud         | SRC       | Saône-et-Loire I           |
| Dominique Tian           | UMP       | Bouches-du-Rhône II        |
| Sylvie Tolmont           | SRC       | Sarthe IV                  |
| Jean-Louis Touraine      | SRC       | Rhône III                  |
| Alain Tourret            | RRDP      | Calvados VI                |
| Stéphane Travert         | SRC       | Manche III                 |
| Catherine Troallic       | SRC       | Seine-Maritime VIII        |
| Jean-Paul Tuaiva         | UDI       | Französisch-Polynesien III |

## U
| Name                | Fraktion | Wahlkreis         |
| ------------------- | -------- | ----------------- |
| Cécile Untermaier   | SRC      | Saône-et-Loire IV |
| Jean-Jacques Urvoas | SRC      | Finistère I       |

## V
| Name                        | Fraktion     | Wahlkreis            |
| --------------------------- | ------------ | -------------------- |
| Daniel Vaillant             | SRC          | Paris XVII           |
| Hélène Vainqueur-Christophe | SRC          | Guadeloupe IV        |
| Jacques Valax               | SRC          | Tarn II              |
| Clotilde Valter             | SRC          | Calvados III         |
| François Vannson            | R-UMP/UMP    | Vosges III           |
| Catherine Vautrin           | UMP          | Marne II             |
| Michel Vauzelle             | SRC          | Bouches-du-Rhône XVI |
| Olivier Véran               | SRC          | Isère I              |
| Francis Vercamer            | UDI          | Nord VII             |
| Patrice Verchère            | UMP          | Rhône VIII           |
| Fabrice Verdier             | SRC          | Gard IV              |
| Michel Vergnier             | SRC          | Creuse I             |
| Charles de La Verpillière   | R-UMP/UMP    | Ain II               |
| Jean-Sébastien Vialatte     | R-UMP/UMP    | Var VII              |
| Philippe Vigier             | UDI          | Eure-et-Loir IV      |
| Jean-Pierre Vigier          | R-UMP (Anh.) | Haute-Loire II       |
| Patrick Vignal              | SRC          | Hérault IX           |
| François-Xavier Villain     | UDI          | Nord XVIII           |
| Jean-Michel Villaumé        | SRC          | Haute-Saône II       |
| Philippe Vitel              | UMP          | Var II               |
| Jean-Jacques Vlody          | SRC          | Réunion III          |

## W
| Name              | Fraktion  | Wahlkreis     |
| ----------------- | --------- | ------------- |
| Jean-Luc Warsmann | UMP       | Ardennes III  |
| Laurent Wauquiez  | R-UMP/UMP | Haute-Loire I |
| Éric Woerth       | R-UMP     | Oise IV       |

## Z
| Name                | Fraktion | Wahlkreis                |
| ------------------- | -------- | ------------------------ |
| Paola Zanetti       | SRC      | Moselle VII              |
| Marie-Jo Zimmermann | UMP      | Moselle III              |
| Michel Zumkeller    | UDI      | Territoire de Belfort II |